# Der Bulle von Tölz: Waidmanns Zank
Waidmanns Zank (je nach Quelle auch Waidmanns-Zank oder Waidmannszank geschrieben; Arbeitstitel: Tod im Unterholz) ist ein deutscher Fernsehfilm von Walter Bannert aus dem Jahr 1997 nach einem Drehbuch von Regina Gmeiner. Es ist die 10. Folge der Krimiserie Der Bulle von Tölz mit Ottfried Fischer als Hauptdarsteller in der Rolle des Hauptkommissars Benno Berghammer. Die Erstausstrahlung erfolgte am 2. März 1997 auf Sat.1.

## Handlung
Mit dem angeschossenen Hilfsjäger Christian im Schlepptau will Aufsichtsjäger und Gastwirt Erwin Burger bei Benno Berghammer eine Anzeige wegen versuchten Mordes erstatten und verlangt darüber hinaus Personenschutz für seine Leute. Die beiden Jäger sind sich sicher, dass einer der Söhne des mit Burger verfeindeten Nobelgastwirtes Igidi Schaller den Schuss abgegeben hat, weil diese seit eh und je wildern. Da bislang kein Toter zu beklagen ist, reicht der Kommissar die Angelegenheit an Polizist Anton Pfeiffer weiter.
Burger fühlt sich bald darauf erneut gedemütigt, als vor seinen Augen ein kapitaler Hirsch gewildert wird. Für ihn kommt nur einer in Frage: Sepp Schaller, dessen Beute alsbald auf seiner Speisekarte zu finden sein wird. Dass seine Tochter Maria die Ansicht vertritt, Sepp würde so etwas nie tun, macht Erwin Burger stutzig.
Am nächsten Tag wird im Wald ein Toter mit geschwärztem Gesicht gefunden, ausgerüstet mit einem Gewehr und allerlei Wildererutensilien. Kommissarin Sabrina Lorenz erkennt in ihm den Sternekoch des Gasthauses Schaller – Sepp Schaller. Eine kurze Überprüfung der Waffe des Jagdgehilfen Leitner ergibt, dass sie sauber ist, also nicht die Mordwaffe sein kann.
Im Gasthof der Familie Schaller treffen die Kommissare nur den Hilfskoch und Alois Schaller an, den älteren Halbbruder des Opfers. Der rät ihnen, sich mit den Ermittlungen zu beeilen, weil sonst sein Vater den Mörder vor der Polizei erwischen könnte.
Daraufhin statten sie Erwin Burgers Gasthof Zur Post einen Besuch ab. Der Wirt streitet die Tat ab, glaubt aber, die passende Kugel zu dem Gewehr zu besitzen, das beim Toten gefunden wurde. Das Projektil hat er aus dem gewilderten Hirsch entfernt.
Als Nächstes lassen sich Berghammer und Lorenz von Erwin Burger auf die Jagdhütte von Jagdbesitzer, Bauunternehmer und Bürgermeister Franz Wegener bringen. Der fällt aus allen Wolken, als er erfährt, dass der Vierzehnender erlegt wurde, der für einen Geschäftsfreund bestimmt gewesen wäre. Zur Überprüfung nehmen die Kommissare Wegeners Waffen mit.
Als Liesl Burger ihren Mann fragt, ob er etwas mit dem Mord an Sepp Schaller zu tun habe, streitet er ungehalten die Tat ab. Da werden plötzlich Fensterscheiben zerschossen, und Sepp Schallers Vater Igidi verlangt von Erwin Burger, hinauszukommen und ihm zu erklären, warum er seinen Sohn erschossen habe. Burger stellt sich unbewaffnet an ein offenes Fenster und fordert Schaller auf, ihn doch zu erschießen, wenn er nicht zu feige sei. Als er Schaller schließlich zum Duell auffordert, zieht dieser ab. Liesl Burger will die Polizei alarmieren, doch ihr Mann verbietet es ihr und meint, es gehe um seine Ehre – er lasse sich lieber erschießen, als sich noch einmal lächerlich machen zu lassen.
Inzwischen ergeben die ballistischen Untersuchungen von Burgers Waffen, dass keine davon kürzlich abgefeuert wurde. Außerdem passt das sichergestellte Projektil aus dem Hirsch zu der Waffe, die neben Sepp Schallers Leiche lag. Damit kann der Tote bis auf weiteres mit der Wilderei in Verbindung gebracht werden.
Vom Hilfskoch der Familie Schaller erfahren die Kommissare, dass Sepp eine heimliche Liebesbeziehung mit Erwin Burgers Tochter Maria hatte. Doch er glaubt nicht, dass sonst jemand etwas davon wusste, weil es sonst längst Mord und Totschlag gegeben hätte.
Berghammer und Lorenz treffen die Eltern des Opfers auf Spurensuche im Wald an. Die Schallers glauben, dass die Waffe ihrem Sohn untergeschoben worden sei. Er habe weder einen Waffenschein noch eine Waffe besessen. Dass ihr Sohn eine Beziehung mit Maria Burger hatte, wollen sie ebenso wenig glauben. Auch Erwin Burger ist außer sich, als er erfährt, dass seine Tochter mit Sepp Schaller liiert war, und meint, dann sei es gerade recht, dass er nicht mehr am Leben sei.
Die Untersuchung des Projektils, das Sepp Schaller getötet hat, ergibt, dass es aus einer Legierung besteht, die vor über hundert Jahren hergestellt wurde. Waffen, mit denen man solche Geschosse abfeuern kann, gebe es praktisch nur noch in Museen, berichtet Polizist Pfeiffer, ein solcher Jagdstutzen sei kürzlich als gestohlen gemeldet worden. Er wurde bei einer Waffenausstellung entwendet und gehörte Erwin Burger. Für die Waffe, ein Geschenk Ludwigs II. an Burgers Urgroßvater, zahlte die Versicherung 50.000 DM.
Sepps Halbbruder Alois will derweil Maria Burger für sich gewinnen; er klopft in der Nacht an ihr Schlafzimmerfenster und begehrt Einlass. Er sei der Einzige, der seinen Vater davon abhalten könne, ihren Vater umzubringen. Doch sie will nichts von ihm wissen und schickt ihn barsch weg.
Am nächsten Morgen findet Frau Burger an der Haustür den Kopf eines Zwölfenders mit einer Drohbotschaft. Erwin Burger fordert erneut Personenschutz und will Anzeige gegen Igidi Schaller erstatten, doch Berghammer lehnt beides ab, worauf Burger wütend das Kommissariat verlässt.
Von seinem Jagdgehilfen Hias Leitner erfährt Erwin Burger, dass ein Achtender erlegt und liegen gelassen wurde. Der Aufsichtsjäger betrachtet das als Kriegserklärung und fährt gerade wutentbrannt davon, als Berghammer und Lorenz dazustoßen. Von Leitner bekommen sie eine vage Wegbeschreibung zu Burgers Ziel. Auf dem Weg dorthin entdecken sie das Auto Igidi Schallers und fahren ihm bis zu einer Hütte nach. Obwohl die Kommissare sehen, wie Alois Schaller mit einem Gewehr hineingeht, streitet er ab, Waffen zu besitzen. Da bekommt Berghammer via Handy von Polizist Pfeiffer die Meldung, dass Erwin Burger vor einer Viertelstunde angeschossen worden sei. Die Kommissare nehmen Schaller fest und durchsuchen dessen Hütte, deren Keller einen Schlachtraum zum Ausnehmen und Verarbeiten erlegter Tiere sowie ein Waffenarsenal verbirgt.
Auf dem Kommissariat konfrontieren sie ihn mit einer erst kürzlich abgefeuerten Waffe, doch er behauptet, sie nicht zu kennen. Sabrina Lorenz wirft ihm vor, mit dieser Waffe seinen Bruder umgebracht zu haben; es sei der als gestohlen gemeldete Jagdstutzen. Schaller streitet auch ab, zusammen mit seinem Vater auf Erwin Burger geschossen zu haben. Immerhin gibt er zu, die letzten beiden Hirsche erlegt und den Hirschkopf an Burgers Tür genagelt zu haben.
Erwin Burger hat Glück gehabt: Die Kugel hat nur seinen Gewehrkolben getroffen und diesen gegen seinen Kopf geschleudert. Eine kurze Bewusstlosigkeit und eine Platzwunde waren die Folgen. Burger erkennt auf der Stelle seinen verschwundenen Jagdstutzen wieder.
Zum Gedenken an Sepp Schaller richtet Prälat Hinter beim Sonntagsgottesdienst ein paar Worte an die versammelte Gemeinde, da schreit Igidi Schaller von der Empore zu Erwin Burger hinunter, so einen wie ihn brauche man in der Kirche nicht. Er habe seinen Sepp auf dem Gewissen und wolle ihm nun auch noch seinen zweiten Sohn nehmen, indem er ihm den Mord in die Schuhe schieben wolle; die Tatwaffe habe er, Burger selbst, in der Hütte versteckt.
Auf der Suche nach einem Foto ihres ermordeten Geliebten findet Maria Burger in der Schachtel unter ihrem Bett stattdessen einen Knopf, der ihrem Vater gehört; das Foto entdeckt sie im Handschuhfach seines Autos. Auf ihre Frage, ob er Sepp umgebracht habe, bekommt sie keine Antwort. Verzweifelt versucht sie, ihn aufzuhalten, als er mit einem Gewehr ins Auto steigt und wegfährt.
Maria Burger bittet die Kommissare um Hilfe, weil sie befürchtet, dass ihr Vater sich etwas antun will. Berghammer und Lorenz beginnen ihre Suche beim Gasthof der Familie Schaller, wo sie von der Hausherrin erfahren, dass ihr Mann eine halbe Stunde zuvor mit Erwin Burger telefoniert hat und anschließend ziemlich aufgeregt weggefahren ist, ohne zu sagen, wohin. Nachdem der Gastwirtin auffällt, dass die Waffe ihres Mannes fehlt, befürchten die Kommissare, dass Erwin Burger und Igidi Schaller sich duellieren wollen.
Als sie an der von Sabrina Lorenz vermuteten Stelle im Wald ankommen, stehen die Kontrahenten einander gegenüber, und sie hören, wie Burger gesteht, Sepp Schaller hinterrücks erschossen zu haben, mit einer Waffe, die er sich selbst gestohlen und schließlich in Schallers Hütte versteckt hat. Nun könne er ihn getrost erschießen, weil er sicher sein könne, nicht den Falschen zu erwischen. Allerdings werde dann sein Sohn Alois im Gefängnis bleiben, weil dann niemals herauskäme, wer der wahre Täter sei.
Da zeigen sich die Kommissare und versichern Igidi Schaller, alles mit angehört zu haben. In Schallers Augen wäre die Angelegenheit damit geklärt. Doch Burger entgegnet, für ihn treffe das nicht zu, und reißt die Waffe hoch, worauf Schaller ihn erschießt. Die Überprüfung der Waffe des Toten ergibt, dass sie nicht geladen war, Burger also einen Selbstmord inszeniert hat.
Als Bürgermeister Wegener im Kommissariat erscheint, um seine beschlagnahmten Waffen abzuholen, meint Benno Berghammer, im Prinzip sei er unschuldig, aber eine der Waffen sei nicht registriert. Er wolle doch bestimmt wieder Bürgermeister werden. Also schlägt er vor, diese Waffe zu versteigern und den Erlös einem guten Zweck zuzuführen. Wegener sträubt sich zunächst, weil das gute Stück 15.000 DM gekostet hat, doch als die Kommissare ihm zusichern, dass die Angelegenheit damit erledigt ist, gibt er nach, möchte aber gerne eine Spendenquittung.

## Hintergrund
Die Dreharbeiten erfolgten in Bad Tölz und Fischbachau (Gasthaus „Zur Post“); als Schauplatz für die „Pension Resi“ diente das Hollerhaus Irschenhausen.